# Бјул
Бјул (фр. Bioule) насеље је и општина у јужној Француској у региону Миди Пирене, у департману Тарн и Гарона која припада префектури Монтобан.
По подацима из 2011. године у општини је живело 1.067 становника, а густина насељености је износила 52,2 становника/km². Општина се простире на површини од 20,44 km². Налази се на средњој надморској висини од 85 метара (максималној 208 m, а минималној 84 m).

## Демографија
| 1962. | 1968. | 1975. | 1982. | 1990. | 1999. | 2011. |
| ----- | ----- | ----- | ----- | ----- | ----- | ----- |
| 555   | 647   | 637   | 658   | 674   | 765   | 1.067 |

График промене броја становника у току последњих година